# Município Libolo
Município Libolo är en kommun i Angola.   Den ligger i provinsen Cuanza Sul, i den nordvästra delen av landet, 230 km sydost om huvudstaden Luanda.
I omgivningarna runt Município Libolo växer huvudsakligen savannskog. Runt Município Libolo är det glesbefolkat, med 17 invånare per kvadratkilometer.